# Крайнов, Александр Иосифович
Алекса́ндр Ио́сифович Крайно́в (1919—1977) — советский военачальник, участник Великой Отечественной войны, Герой Советского Союза (1945). Гвардии Генерал-майор (1963).

## Биография
Александр Крайнов родился 10 сентября 1919 года во Владимире. Отец его работал электромехаником на железной дороге. После окончания восьми классов школы с 1935 года работал приёмщиком на складе местного пивного завода. Учился в теплоэнергетическом техникуме в Костроме.
В октябре 1936 года был призван на службу в Рабоче-крестьянскую Красную Армию. В 1938 году он окончил Ярославское военно-хозяйственное училище. Начал офицерскую службу на тыловой должности начальника хранилища 424-го склада Наркомата обороны СССР на Дальнем Востоке. В августе 1940 года переведён в 102-й Усть-Сунгарийский укреплённый район Дальневосточного фронта командиром хозяйственного взвода, в августе 1941 года стал командиром артиллерийско-пулемётной роты в 117-м отдельном пулемётном батальоне этого укрепрайона. В декабре 1941 года переведён начальником штаба батальона в 120-ю отдельную стрелковую бригаду 7-го гвардейского стрелкового корпуса.
С мая 1942 года — на фронтах Великой Отечественной войны, в рядах бригады воевал на Западном фронте, в конце июня стал начальником 5-й части штаба этой бригады. С сентября 1942 года был исполняющим должность оперативного отделения штаба 50-й отдельной лыжной бригады Западного фронта, с октября командовал в ней батальоном. С февраля по октябрь 1943 года командовал отдельным мотострелковым батальоном в 5-й мотострелковой бригаде 5-го танкового корпуса (корпус в это время находился на переформировании и в резерве на Западном фронте). В конце 1943 года прошёл краткосрочное обучение на курсах усовершенствования комсостава Западного фронта в Подольске. Член ВКП(б) с 1942 года.
С 4 декабря 1943 года исполнял должность командира 578-го стрелкового полка 208-й стрелковой дивизии 10-й гвардейской армии на 2-м Прибалтийском фронте, с 20 января 1944 года был заместителем командира 1083-го стрелкового полка 312-й стрелковой дивизии в той же армии. В мае 1944 года полк и дивизия переданы в 69-ю армию 1-го Белорусского фронта, где и продолжили свой путь до победного завершения Великой Отечественной войны. 8 сентября 1944 года подполковник Крайнов в свои неполные 25 лет был назначен на должность командира 1083-го стрелкового полка. Участвовал в Ленинградско-Новгородской, Белорусской, Висло-Одерской наступательных операциях, в сражениях по удержанию и расширению Кюстринского плацдарма.
Командир 1083-го стрелкового полка 312-й стрелковой дивизии 91-го стрелкового корпуса 69-й армии 1-го Белорусского фронта подполковник А. И. Крайнов отличился во время Берлинской наступательной операции. 16 апреля 1945 года полк Крайнова прорвал немецкую оборону с плацдарма на западном берегу Одера и 21 апреля штурмом взял мощный опорный пункт противника. 22 апреля полк успешно переправился через Шпрее. 29 апреля он захватил узел сопротивления противника в населённом пункте Хермсдорф в 5 километрах к северу от города Меркиш-Буххольц. В этих боях полк нанёс немецким войскам большие потери и захватил 2 600 пленных.
Указом Президиума Верховного Совета СССР от 31 мая 1945 года за «образцовое выполнение боевых заданий командования на фронте борьбы с немецкими захватчиками и проявленные при этом мужество и героизм» подполковнику Александру Иосифовичу Крайнову присвоено звание Героя Советского Союза с вручением ордена Ленина и медали «Золотая Звезда» за номером 5579.
После Победы продолжил службу в Советской Армии. В 1947 году окончил Военную академию имени М. В. Фрунзе. По окончании академии с декабря 1947 года служил заместителем командира 183-го гвардейского стрелкового полка 59-й гвардейской стрелковой дивизии Одесского военного округа, с ноября 1949 года — командиром 306-го стрелкового батальона 51-й отдельной стрелковой бригады. В 1950 году окончил Высшие академические курсы офицеров разведки и служил в 2-м Главном управлении Генерального штаба Вооружённых Сил СССР на должности старшего офицера направления.
С января 1951 года проходил службу в должности заместителя начальника Московского пехотного училища имени Верховного Совета РСФСР по учебно-строевой части. С июля 1954 года служил в 10-м Управлении Генерального штаба. С марта 1957 года занимал должность заместителя командира 112-й гвардейской стрелковой дивизии Киевского военного округа, с мая 1957 — заместителя командира 115-й гвардейской стрелковой дивизии, с июня 1957 — заместителя командира 22-й гвардейской танковой дивизии. В сентябре 1959 года вновь направлен на учёбу.
В 1961 году окончил Военную академию Генерального штаба Вооружённых Сил СССР. С августа 1961 года командовал 61-й мотострелковой дивизией Туркестанского военного округа (Ашхабад), а с июня 1965 — 53-й гвардейской учебной мотострелковой дивизией Московского военного округа (Ковров). С декабря 1966 года был советником при Министерстве Народной армии и гражданской службы Гвинейской республики, с декабря 1968 года проходил службу в штабе Объединенных Вооружённых сил государств — участников Варшавского Договора, где в мае 1969 года назначен начальником направления в Управлении оперативной и боевой подготовки. С июня 1971 года был помощником представителя Главнокомандующего Объединенными Вооружёнными сил государств — участников Варшавского Договора в Болгарской народной армии. В июле 1972 года назначен начальником основного (общевойскового) факультета Военной академии им. М. В. Фрунзе.
Погиб в автокатастрофе 21 мая 1977 года, похоронен на Кузьминском кладбище Москвы.

## Воинские звания
- Лейтенант (1938)
- Старший лейтенант (20.09.1941)
- Капитан (9.08.1942)
- Майор (28.03.1943)
- Подполковник (22.07.1944)
- Полковник (22.06.1950)
- Генерал-майор (22.02.1963)

## Награды
- Герой Советского Союза (31.05.1945)
- Орден Ленина (31.05.1945)
- Три ордена Красного Знамени (5.08.1944, 14.02.1945, 30.12.1956)
- Орден Суворова 3-й степени (25.08.1944)
- Два ордена Красной Звезды[4] (19.11.1951)
- Орден «За службу Родине в Вооружённых Силах СССР» 3-й степени (30.04.1975)
- Медаль «За боевые заслуги» (ноябрь 1946)
- Медаль «За взятие Берлина»
- Медаль «За освобождение Варшавы»
- Другие медали

Иностранные награды
- Крест Храбрых (Польша)
- Медаль «За Варшаву 1939—1945»
- Медаль «Китайско-советская дружба»